# Liste des épisodes de Sex and the City

Cet article recense la liste des épisodes de la série télévisée Sex and the City.

## Panorama des saisons
| Saison | Saison | Épisodes | Diffusion       | Diffusion        | Sortie DVD                                            | Sortie DVD       | Sortie DVD |
| Saison | Saison | Épisodes | Début de saison | Fin de saison    | Zone 1                                                | Zone 2           | Zone 4     |
| ------ | ------ | -------- | --------------- | ---------------- | ----------------------------------------------------- | ---------------- | ---------- |
|        | 1      | 12       | 6 juin 1998     | 23 août 1998     | 23 mai 2000                                           | 6 septembre 2001 | ?          |
|        | 2      | 18       | 6 juin 1999     | 3 octobre 1999   | 22 mai 2001                                           | 4 juillet 2002   | ?          |
|        | 3      | 18       | 4 juin 2000     | 15 octobre 2000  | 21 mai 2002                                           | 21 novembre 2002 | ?          |
|        | 4      | 18       | 3 juin 2001     | 10 février 2002  | 20 mai 2003                                           | 13 mars 2003     | ?          |
|        | 5      | 8        | 21 juillet 2002 | 8 septembre 2002 | 30 décembre 2003                                      | 6 novembre 2003  | ?          |
|        | 6      | 20       | 22 juin 2003    | 22 février 2004  | 18 mai 2004 (1re partie) 28 décembre 2004 (2e partie) | 18 novembre 2004 | ?          |

## Saison 1 (1998)
| № | #  | Titre                                                           | Réalisation       | Scénario                           | Première diffusion (ÉU) | Code de prod. |
| --- | -- | --------------------------------------------------------------- | ----------------- | ---------------------------------- | ----------------------- | ------------- |
| 1 | 1  | Femmes seules et célibataires endurcies Sex and the City        | Susan Seidelman   | Darren Star                        | 6 juin 1998             | 101           |
| Durant l'anniversaire de Miranda, Carrie et ses amies se promettent d'arrêter de s'inquiéter à propos de la quête de l'homme idéal et désormais faire l'amour « comme les hommes », sans sentiment. Carrie rencontre plusieurs fois le magnat Mr Big (Chris Noth). Charlotte se rend à un rendez-vous avec Capote Duncan (Jeffrey Nordling), mais quand elle lui dit qu'elle ne couchera pas avec lui, il part en boîte et finit par rentrer avec Samantha. Miranda commence à sortir avec le gentil Skipper Johnston (Ben Weber). |    |                                                                 |                   |                                    |                         |               |
| 2 | 2  | Des mannequins et des hommes Models and Mortals                 | Alison Maclean    | Darren Star                        | 14 juin 1998            | 102           |
| Carrie interview Barkley (Gabriel Macht), un « modelizer » qui filme ses conquêtes. Derek (Andrea Boccaletti), un mannequin client de Standford Blatch (Willie Garson), passe la nuit avec Carrie après un défilé même s'ils ne couchent pas ensemble. Après s'être rencontrés par hasard dans une supérette, Miranda et Skipper dorment ensemble pour la première fois. Samantha poursuit Barkley à un défilé de mode pour qu'il la filme.                                                                                        |    |                                                                 |                   |                                    |                         |               |
| 3 | 3  | La baie des cochons mariés Bay of Married Pigs                  | Nicole Holofcener | Michael Patrick King               | 21 juin 1998            | 103           |
| Carrie est invitée par un couplé d'amis dans leur maison près de la plage, mais elle se retrouve nez à nez avec le mari sans sous-vêtement. Des amis lui présentent Sean, l'homme à marier ; quand il se rend compte qu'elle ne cherche pas à s'engager, il se tourne vers Charlotte. Un collègue de Miranda, la présente à une lesbienne à l'occasion d'un match de baseball et elles sont invitées ensemble au dîner de son patron[réf. nécessaire].                                                                             |    |                                                                 |                   |                                    |                         |               |
| 4 | 4  | Vingt ans et des poussières Valley of the Twenty-Something Guys | Alison Maclean    | Michael Patrick King               | 28 juin 1998            | 104           |
| Carrie et Big continuent à se croiser lors d'événements mondains, ce qui les amène à essayer de s'organiser une sortie. Un soir, alors qu'elle est sortie, Carrie rencontre Sam (Timothy Olyphant), la vingtaine, mais leur brève liaison paraît nettement moins glamour une fois le jour levé. |    |                                                                 |                   |                                    |                         |               |
| 5 | 5  | Le pouvoir sexuel des femmes The Power of Female Sex            | Susan Seidelman   | Jenji Kohan                        | 5 juillet 1998          | 105           |
| Carrie rencontre une amie jet-setteuse, qui lui présente un architecte français. Ils passent la nuit ensemble, mais au petit matin, il lui laisse une enveloppe de 1 000 $ pour la nuit. Charlotte rencontre Neville Morgan (Charles Keating), un artiste renommé, qui peint des images de son vagin pour sa prochaine exposition. |    |                                                                 |                   |                                    |                         |               |
| 6 | 6  | Liaison secrète Secret Sex                                      | Michael Fields    | Darren Star                        | 12 juillet 1998         | 106           |
| Carrie et Big ont leur premier rendez-vous mais Carrie le suspecte de la garder à l'écart de son groupe d'amis. Miranda sort avec un homme de son cours de gym, mais elle découvre une vidéo sado-masochiste[réf. nécessaire] chez lui. |    |                                                                 |                   |                                    |                         |               |
| 7 | 7  | La monogamie The Monogamists                                    | Darren Star       | Darren Star                        | 19 juillet 1998         | 107           |
| Carrie et Big sortent régulièrement ensemble mais elle apprend qu'il a des rendez-vous avec d'autres femmes. Samantha commence à chercher un appartement à acheter. |    |                                                                 |                   |                                    |                         |               |
| 8 | 8  | Un lit pour trois Three's a Crowd                               | Nicole Holofcener | Jenny Bicks (en)                   | 26 juillet 1998         | 108           |
| Carrie découvre que Big a été marié et qu'il a déjà expérimenté les ménages à trois. Le petit-ami de Charlotte voudrait inviter une autre femme dans leur lit. Miranda se sent exclue car elle n'a jamais eu de ménage à trois, elle répond alors à des petites annonces pour se rassurer sur son sex appeal. Samantha a une relation avec un homme marié dont la femme propose de faire un ménage à trois, ce qu'elle refuse. |    |                                                                 |                   |                                    |                         |               |
| 9 | 9  | Le lièvre et la tortue The Turtle and the Hare                  | Michael Fields    | Nicole Avril Sue Kolinsky          | 2 août 1998             | 109           |
| Carrie est déçue d'apprendre que Big ne veut plus jamais se marier. Stanford la demande en mariage pour faire plaisir à sa grand-mère et toucher sa part de l'héritage. Charlotte devient accro à un vibromasseur appelé « le lapin », dont Miranda lui a parlé. Le dernier projet de Samantha est de rendre séduisant « la Tortue », un célibataire qui a du succès au travail mais sans charme. |    |                                                                 |                   |                                    |                         |               |
| 10 | 10 | L'annonce du bébé The Baby Shower                               | Susan Seidelman   | Terri Minsky                       | 9 août 1998             | 110           |
| Les filles sont invitées à une fête pré-natale par leur ancienne amie Laney (Dana Wheeler-Nicholson, ancienne rebelle, dans une banlieue coincée du Connecticut. Carrie pense à la maternité, étant en retard sur ses règles. Charlotte, toujours célibataire, a peur que son rêve de devenir mariée et mère ne disparaisse. Miranda regrette ce culte de la maternité. Samantha organise une « non-baby shower ». |    |                                                                 |                   |                                    |                         |               |
| 11 | 11 | Abstinences The Drought                                         | Matthew Harrison  | Michael Green Michael Patrick King | 16 août 1998            | 111           |
| La relation entre Carrie et Big devient moins physique, surtout après un pet de Carrie au lit. Charlotte sort avec un homme qui ne s'intéresse plus au sexe à cause des effets secondaires du fluoxétine. Miranda se rend compte qu'elle n'a pas eu de rapport sexuel depuis des mois. Samantha découvre que l'abstinence peut être érotique. |    |                                                                 |                   |                                    |                         |               |
| 12 | 12 | Avoir la foi Oh Come All Ye Faithful                            | Matthew Harrison  | Michael Patrick King               | 23 août 1998            | 112           |
| Après que Big présente Carrie à sa mère comme une amie, elle se rend compte qu'elle est davantage impliquée dans leur relation et décide de rompre. Charlotte consulte des voyantes pour savoir si elle se mariera un jour. Miranda sort avec un dramaturge montant qui est également un catholique coincé. Samantha tombe amoureuse d'un homme parfait, qui s'avère ne pas être à la hauteur de ses espérances. |    |                                                                 |                   |                                    |                         |               |

## Saison 2 (1999)
| № | #  | Titre                                                                                 | Réalisation          | Scénario                        | Première diffusion (ÉU) | Code de prod. |
| --- | -- | ------------------------------------------------------------------------------------- | -------------------- | ------------------------------- | ----------------------- | ------------- |
| 13 | 1  | Règles de rupture Take Me Out to the Ballgame                                         | Allen Coulter        | Michael Patrick King            | 6 juin 1999             | 201           |
| Carrie rencontre la nouvelle star des Yankees de New York et se prépare à la première rencontre avec Big depuis leur rupture. Charlotte sort avec un homme qui ne cesse de se toucher les testicules. Miranda n'en peut plus que les filles ne parlent que des hommes. Samantha est frustrée des défaillances au lit de James. |    |                                                                                       |                      |                                 |                         |               |
| 14 | 2  | Confidences sur l'oreiller The Awful Truth                                            | Allen Coulter        | Darren Star                     | 13 juin 1999            | 202           |
| Carrie suggère accidentellement que son amie quitte son mari autoritaire et violent. Charlotte tente de remplacer l'homme parfait par le chien parfait. Miranda cherche le courage pour dire des obscénités au lit. Samantha est emmenée à une thérapie de couple par James et évite de parler de leur vrai problème, leur vie sexuelle. |    |                                                                                       |                      |                                 |                         |               |
| 15 | 3  | La foire aux monstres The Freak Show                                                  | Allen Coulter        | Jenny Bicks (en)                | 20 juin 1999            | 203           |
| Après être sortie avec une série d'hommes bizarres, Carrie le devient elle-même en essayant de découvrir la bizarrerie secrète du très normal Ben. Charlotte rencontre le renommé « Monsieur Minou » et souhaite avoir une vraie relation avec. Miranda fréquente un homme qui n'est pas sorti de Manhattan en dix ans. Samantha choisit d'avoir recourt à la chirurgie plastique mais est effrayée durant la consultation.                                             |    |                                                                                       |                      |                                 |                         |               |
| 16 | 4  | On achève bien les célibataires, n'est-ce pas ? They Shoot Single People, Don't They? | Allen Coulter        | Michael Patrick King            | 27 juin 1999            | 204           |
| Carrie pose pour la une de l'édition « seule et fabuleuse » du New York Magazine, mais la photographie est horrible et prend le titre de « seule et fabuleuse ? ». Charlotte commence à fréquenter son homme à tout faire. Miranda simule des orgasmes avec son petit-ami. Samantha sort avec le propriétaire d'une boîte, qui parle déjà de « on ». |    |                                                                                       |                      |                                 |                         |               |
| 17 | 5  | Quatre femmes et un enterrement Four Women and a Funeral                              | Allen Coulter        | Jenny Bicks (en)                | 4 juillet 1999          | 205           |
| Carrie revoit Big. Charlotte rencontre un veuf en deuil au cimetière. Miranda achète un nouvel appartement dans l'Upper West Side. Le comportement de Samantha avec un homme marié lui cause des problèmes avec une partie des femmes de la haute société new-yorkaise. |    |                                                                                       |                      |                                 |                         |               |
| 18 | 6  | La théorie de l'adultère The Cheating Curve                                           | John David Coles     | Darren Star                     | 11 juillet 1999         | 206           |
| Carrie sort officiellement à nouveau avec Big. Charlotte, fatiguée des hommes volages, passe son temps avec des amies lesbiennes. Miranda sort avec un homme qui insiste pour regarder des films pornographiques pendant qu'ils font l'amour. Samantha fréquente son professeur de sport, qui la rase de la forme d'un éclair. |    |                                                                                       |                      |                                 |                         |               |
| 19 | 7  | Coup de foudre à New York The Chicken Dance                                           | Victoria Hochberg    | Cindy Chupack                   | 18 juillet 1999         | 207           |
| Carrie en a assez que Big ne fasse pas attention à elle. Charlotte a une relation avec un homme qu'elle a rencontré au mariage. Miranda a, sans le vouloir, fait se rencontrer son architecte d'intérieur et un potentiel petit-ami, qui se marient après seulement quatre semaines ensemble. Samantha est contrariée quand elle se rend compte qu'elle couche avec le même homme que quinze ans plus tôt.                                                              |    |                                                                                       |                      |                                 |                         |               |
| 20 | 8  | Légendes urbaines The Man, The Myth, The Viagra                                       | Victoria Hochberg    | Michael Patrick King            | 25 juillet 1999         | 2008          |
| Carrie, frustrée, essaie de faire comprendre à Big qu'il est temps qu'il rencontre les filles. Miranda rencontre Steve Brady, un barman qui désir plus qu'une simple aventure d'un soir. Samantha fréquente un septuagénaire en incroyablement bonne santé, avec un mode de vie somptueux et une poche pleine de viagra. |    |                                                                                       |                      |                                 |                         |               |
| 21 | 9  | Peut-on changer un homme ? Old Dogs, New Dicks                                        | Alan Taylor          | Jenny Bicks (en)                | 1er août 1999           | 209           |
| Carrie veut que Big arrête que de regarder les autres femmes lorsqu'ils sont ensemble. Charlotte est dégoutée de sortir avec un homme non-circoncis. Les emplois du temps opposés de Miranda et Steve leur posent problème. Samantha rencontre un ancien petit-ami joueur de hockey, devenue une drag queen blonde appelée Samantha. |    |                                                                                       |                      |                                 |                         |               |
| 22 | 10 | Questions de classe The Caste System                                                  | Allison Anders       | Darren Star                     | 8 août 1999             | 210           |
| Carrie découvre qu'elle en a assez de la haute société à une soirée de l'Upper East Side avec Big. Charlotte rencontre une star de cinéma et rejoint son entourage. Miranda et Steve ont une dispute à propos de l'argent et du statut social. Samantha sort avec un riche promoteur immobilier, avec une domestique d'Asie du Sud-Est. |    |                                                                                       |                      |                                 |                         |               |
| 23 | 11 | Le grand amour Evolution                                                              | Pam Thomas           | Cindy Chupack                   | 15 août 1999            | 211           |
| Carrie essaie de laisser son empreinte dans l'appartement de Big oubliant des affaires personnelles derrière elle. Charlotte sort avec un pâtissier qu'elle croyait homosexuel. Miranda apprend qu'elle a un ovaire paresseux et se sent diminuée. Samantha tente de se venger d'un ex qui lui a brisé le cœur. |    |                                                                                       |                      |                                 |                         |               |
| 24 | 12 | La douleur exquise La Douleur Exquise!                                                | Allison Anders       | Ollie Levy Michael Patrick King | 22 août 1999            | 212           |
| Carrie est contrariée après que Big lui a annoncé, comme si de rien n'était, qu'il partait à Paris pour sept mois. Charlotte rencontre un vendeur de chaussures haut de gamme fétichiste des pieds. Miranda sort avec un homme qui aime les ébats exhibitionnistes. Samantha introduit les filles dans un nouveau restaurant sado-masochiste. |    |                                                                                       |                      |                                 |                         |               |
| 25 | 13 | Psy, amour et confusion Games People Play                                             | Michael Spiller      | Jenny Bicks (en)                | 29 août 1999            | 213           |
| Carrie commence une thérapie chez le psy à propos de son obsession pour Big. Offensée par le diagnostic selon lequel elle ne sort qu'avec des hommes qui ne sont pas faits pour elle, elle fréquente un autre patient (Jon Bon Jovi), qui ne s'intéresse plus à une femme après avoir couché avec. Miranda croit que son voisin la drague en lui faisant coucou. Samantha fréquente un fan de sport qui n'est performant que quand son équipe de basket favorite gagne. |    |                                                                                       |                      |                                 |                         |               |
| 26 | 14 | L'homme objet The Fuck Buddy                                                          | Alan Taylor          | Darren Star                     | 5 septembre 1999        | 214           |
| Carrie essaie d'avoir une relation avec le garçon qu'elle ne fréquente qu'après ses ruptures. Charlotte devient une célibataire libérée et planifie deux rendez-vous, avec deux garçons différents, le même soir. Miranda sort avec un avocat grossier et condescendant. Samantha entend ses voisins gémir pendant l'acte et décide de les surpasser. |    |                                                                                       |                      |                                 |                         |               |
| 27 | 15 | Family Business Shortcomings                                                          | Dan Algrant          | Terri Minsky                    | 12 septembre 1999       | 215           |
| Carrie sort avec un écrivain, éjaculateur précoce, et regrette de devoir rompre avec sa famille parfaite. Charlotte s'occupe de son frère Wesley, déprimé par le départ de sa femme. Samantha donne au frère de Charlotte ce dont il a réellement besoin : du sexe. |    |                                                                                       |                      |                                 |                         |               |
| 28 | 16 | Tantrisme, mode d'emploi Was It Good For You?                                         | Dan Algrant          | Michael Patrick King            | 19 septembre 1999       | 216           |
| Carrie fréquente avec un alcoolique en sevrage qui remplace la dépendance à l'alcool par Carrie. Charlotte est déterminée à apprendre à bien faire l'amour après que son dernier partenaire s'est endormi sur elle pendant l'acte. Elle emmène les filles à un cours de tantrisme. Un couple gay d'amis gay veut avoir une expérience hétérosexuelle avec Samantha. |    |                                                                                       |                      |                                 |                         |               |
| 29 | 17 | Trente ans et des poussières Twenty-Something Girls vs. Thirty-Something Women        | Darren Star          | Darren Star                     | 26 septembre 1999       | 217           |
| Carrie tombe par hasard sur Big et sa petite-amie de 27 ans, Natasha, à une soirée dans les Hamptons. Charlotte prétend avoir encore la vingtaine pour sortir avec un garçon séduisant de 26 ans. Miranda tente en vain de s'amuser comme une femme mature dans les Hamptons. L'ancienne assistante de Samantha de 25 ans est engagée pour organisée une grande soirée dans les Hamptons et utilise le Rolodex Samantha pour sa liste d'invités.                        |    |                                                                                       |                      |                                 |                         |               |
| 30 | 18 | Ex & the city Ex and the City                                                         | Michael Patrick King | Michael Patrick King            | 3 octobre 1999          | 218           |
| Alors qu'elle croyait qu'ils pouvaient être amis, Carrie est prise de panique quand elle apprend les fiançailles de Big. Charlotte tente de surmonter sa peur de monter à cheval. Miranda dort avec Steve pour la première fois depuis leur rupture. Samantha fréquente un homme au sexe si gros qu'il la fait souffrir, mais elle déterminée à ne pas s'arrêter à ce détail.                                                                                           |    |                                                                                       |                      |                                 |                         |               |

## Saison 3 (2000)
| № | #  | Titre                                                                            | Réalisation          | Scénario                                   | Première diffusion (ÉU) | Code de prod. |
| --- | -- | -------------------------------------------------------------------------------- | -------------------- | ------------------------------------------ | ----------------------- | ------------- |
| 31 | 1  | Au feu les pompiers Where There's Smoke...                                       | Michael Patrick King | Michael Patrick King                       | 4 juin 2000             | 301           |
| Carrie rencontre un homme politique à une soirée caritative du New York City Fire Department à Staten Island. Fatiguée d'attendre, Charlotte commence à chercher de manière agressive un prince charmant à épouser. Miranda est soutenu par Steve après une intervention chirurgicale à l'œil. Samantha sort avec un pompier rencontré à la soirée.                                                                                        |    |                                                                                  |                      |                                            |                         |               |
| 32 | 2  | Trop bien pour toi Politically Erect                                             | Michael Patrick King | Darren Star                                | 11 juin 2000            | 302           |
| Carrie sort toujours son séduisant politicien, mais il est adepte des golden shower. Charlotte participe à une soirée pour trouver un homme. Miranda ne sait pas quoi répondre quand Steve lui demande qu'ils se mettent ensemble. Samantha fréquente un homme de petite taille, qui s'habille au rayon enfant. |    |                                                                                  |                      |                                            |                         |               |
| 33 | 3  | L'attaque de la femme d'un mètre quatre-vingts Attack of the Five-Foot-Ten Woman | Pam Thomas           | Cindy Chupack                              | 18 juin 2000            | 303           |
| Carrie doit faire face à son passé avec Big, quand elle croise Natasha, sa nouvelle épouse. Charlotte assume son corps au spa. Miranda embauche une femme de ménage aux valeurs traditionnelles. Samantha révèle le caractère spécial des massages d'un employé du sauna, ce qui provoque son renvoi. |    |                                                                                  |                      |                                            |                         |               |
| 34 | 4  | Drag King Boy, Girl, Boy, Girl...                                                | Pam Thomas           | Jenny Bicks (en)                           | 25 juin 2000            | 304           |
| Carrie sort avec un vingtenaire ouvertement bisexuel. Charlotte expose dans sa galerie des photos de femmes travesties en homme, le photographe lui propose de faire de même. Miranda s'interroge après que Steve lui propose d'emménager ensemble. Samantha donne un coup de boule à son séduisant nouvel assistant. |    |                                                                                  |                      |                                            |                         |               |
| 35 | 5  | Nuit gravement à l'amour No Ifs, Ands, or Butts                                  | Nicole Holofcener    | Michael Patrick King                       | 9 juillet 2000          | 305           |
| Carrie rencontre Aidan, mais il ne supporte pas les femmes qui fument. Charlotte sort avec un homme qui bave en embrassant. Miranda donne plus de place à Steve dans sa vie. Samantha sort avec un bel afro-américain dont la sœur est raciste. |    |                                                                                  |                      |                                            |                         |               |
| 36 | 6  | Sommes-nous des trainées ? Are We Sluts?                                         | Nicole Holofcener    | Cindy Chupack                              | 16 juillet 2000         | 306           |
| Carrie veut coucher avec Aidan, mais il est réticent à avoir des rapports physiques. Charlotte fréquente un homme qui l'insulte quand il atteint l'orgasme. Miranda découvre qu'elle a une MST et contacte tous ses anciens partenaires. Samantha est la cible de ses voisins qui désapprouvent ses visites nocturnes, après une agression dans leur immeuble.                                                                             |    |                                                                                  |                      |                                            |                         |               |
| 37 | 7  | Pourquoi faire simple ? Drama Queens                                             | Allison Anders       | Darren Star                                | 23 juillet 2000         | 307           |
| Carrie s'interroge sur sa relation parfaite avec Aidan quand il lui propose de rencontrer ses parents. Charlotte est déçue qu'un ami marié refuse de lui présenter son témoin ; elle manque d'être renversée d'un taxi dont sort Trey. Miranda découvre l'intimité avec Steve. Samantha essaie le viagra quand elle couche avec un médecin.                                                                                                |    |                                                                                  |                      |                                            |                         |               |
| 38 | 8  | L'impossible Monsieur Big The Big Time                                           | Allison Anders       | Jenny Bicks (en)                           | 30 juillet 2000         | 308           |
| Carrie croise Big, qui lui avoue qu'elle lui manque. Charlotte tombe amoureuse de Trey et est convaincue que c'est le bon. Miranda en a assez du comportement enfantin de Steve, surtout lorsqu'il lui propose d'avoir un enfant. Samantha a peur d'être ménopausée. |    |                                                                                  |                      |                                            |                         |               |
| 39 | 9  | Comment j'ai perdu la tête Easy Come, Easy Go                                    | Charles McDougall    | Michael Patrick King                       | 6 août 2000             | 309           |
| Big dit à Carrie qu'il va quitter sa femme ; ils font l'amour alors qu'elle est toujours avec Aidan. Après avoir rencontré la mère de Trey, Charlotte veut qu'il lui fasse une vraie demande en mariage. Miranda gère sa rupture avec Steve, qui quitte l'appartement. Samantha n'apprécie pas le goût du sperme de son nouvel amant. |    |                                                                                  |                      |                                            |                         |               |
| 40 | 10 | J'en ai vraiment envie All or Nothing                                            | Charles McDougall    | Jenny Bicks (en)                           | 13 août 2000            | 310           |
| Carrie se sent coupable et veut arrêter de voir Big. Charlotte négocie son contrat de mariage avec la mère de Trey, Bunny. Miranda prend l'habitude de faire l'amour au téléphone à un collègue de Chicago. Samantha déménage dans le Meatpacking District, mais une grippe lui fait voir les inconvénients de son indépendance. |    |                                                                                  |                      |                                            |                         |               |
| 41 | 11 | L'autre femme Running With Scissors                                              | Dennis Erdman        | Michael Patrick King                       | 20 août 2000            | 311           |
| Carrie entretient toujours une liaison avec Big. Natasha les surprend dans leur appartement et se blesse en poursuivant Carrie, qui met fin à sa relation avec Big. Charlotte engage Anthony Marentino pour lui trouver sa robe de mariage parfaite. Miranda tente de persuader Carrie d'arrêter de voir Big. Samantha rencontre une version d'elle au masculin, mais il refuse de coucher avec elle car elle n'a pas fait le test du VIH. |    |                                                                                  |                      |                                            |                         |               |
| 42 | 12 | Le mariage de ma meilleure amie Don't Ask, Don't Tell                            | Dan Algrant          | Cindy Chupack                              | 27 août 2000            | 312           |
| Carrie cherche le bon moment pour parler à Aidan de son aventure avec Big. Charlotte se marie alors qu'elle n'a jamais eu de rapport avec Trey, qui a des problèmes d'impuissance. Miranda se fait passer pour hôtesse de l'air lors d'un speed-dating pour avoir un rendez-vous. Samantha couche avec le cousin écossais de Trey. |    |                                                                                  |                      |                                            |                         |               |
| 43 | 13 | La cité des anges Escape from New York                                           | John David Coles     | Becky Hartman Edwards Michael Patrick King | 10 septembre 2000       | 313           |
| Carrie part à Los Angeles pour rencontrer le producteur Matthew McConaughey qui souhaite adapter ses chroniques au cinéma. Charlotte recherche sur internet des remèdes à l'impuissance de Trey. Miranda accompagne Carrie à Los Angeles ; tout comme Samantha qui y rencontre un modèle pour sex-toys. |    |                                                                                  |                      |                                            |                         |               |
| 44 | 14 | Contrefaçons Sex and Another City                                                | John David Coles     | Jenny Bicks (en)                           | 17 septembre 2000       | 314           |
| Carrie fréquente un agent qui lui fait visiter des maisons à Los Angeles. Charlotte, déprimée par son mariage, rejoint les filles. Miranda retrouve un ancien ami new-yorkais, installé en Californie. Samantha achète un sac à main contrefait et rencontre son idole Hugh Hefner. Les filles son invitées au Manoir Playboy. |    |                                                                                  |                      |                                            |                         |               |
| 45 | 15 | La relève Hot Child in the City                                                  | Michael Spiller      | Allan Heinberg                             | 24 septembre 2000       | 315           |
| Carrie sort avec le propriétaire d'un magasin de BD qui vit toujours chez ses parents. Charlotte surprend Trey, normalement impuissant, en train de se masturber. Miranda porte des bagues dentaires. Samantha organise la Bat Mitzvah de Jenny Brier (Kat Dennings), 13 ans et déjà active sexuellement. |    |                                                                                  |                      |                                            |                         |               |
| 46 | 16 | Mes meilleures ennemies Frenemies                                                | Michael Spiller      | Jenny Bicks (en)                           | 1er octobre 2000        | 316           |
| Carrie donne une conférence sur la manière de trouver l'amour, qui est aussi réussie que sa vie amoureuse. Charlotte est frustrée par sa vie sexuelle avec Trey. Miranda sort avec un ex de Carrie, qui la met en garde. Samantha s'oppose à Charlotte sur leur attitude face au sexe. |    |                                                                                  |                      |                                            |                         |               |
| 47 | 17 | Karma, Karma What Goes Around Comes Around                                       | Allen Coulter        | Darren Star                                | 8 octobre 2000          | 317           |
| Carrie décide de contrer son mauvais karma et de s'excuser auprès de Natasha pour sa liaison avec Big. Charlotte, malheureuse, est attirée par son jardinier et finit par rompre avec Trey. Miranda a l'impression de ne pas être assez bien physiquement pour son nouveau flirt. Samantha rencontre Sam Jones, un jeune étudiant vierge.                                                                                                  |    |                                                                                  |                      |                                            |                         |               |
| 48 | 18 | Cocorico Cock a Doodle Do!                                                       | Allen Coulter        | Michael Patrick King                       | 15 octobre 2000         | 318           |
| Carrie rencontre Big pour la première fois depuis son divorce. Charlotte retourne dans son ancien appartement et couche avec Trey. Miranda est contrariée après que la serveuse de son restaurant chinois critique son mode de vie. Samantha est dérangée par des prostituées trans sous ses fenêtres. |    |                                                                                  |                      |                                            |                         |               |

## Saison 4 (2001-2002)
| № | #  | Titre                                                       | Réalisation          | Scénario                        | Première diffusion (ÉU) | Code de prod. |
| --- | -- | ----------------------------------------------------------- | -------------------- | ------------------------------- | ----------------------- | ------------- |
| 49 | 1  | Âmes sœurs The Agony and the 'Ex'-tacy                      | Michael Patrick King | Michael Patrick King            | 3 juin 2001             | 401           |
| Carrie pense à son futur alors que personne ne vient à ses 35 ans. Charlotte gère sa rupture avec Trey. Miranda s'oppose à un couple d'amis sur sa vie de célibataire. Samantha craque pour un moine franciscain. |    |                                                             |                      |                                 |                         |               |
| 50 | 2  | Narcisse The Real Me                                        | Michael Patrick King | Michael Patrick King            | 3 juin 2001             | 402           |
| Carrie est réticente à défiler pour un défilé de mode. Charlotte doit regarder son vagin « déprimé » dans un miroir. Miranda devient trop sûre d'elle après qu'un homme sexy lui demande de sortir avec elle. Samantha se fait photographier nue pour immortaliser son corps.                                                                         |    |                                                             |                      |                                 |                         |               |
| 51 | 3  | Relations troubles Defining Moments                         | Allen Coulter        | Jenny Bicks (en)                | 10 juin 2001            | 403           |
| Carrie rencontre un musicien de jazz alors qu'elle a un rendez-vous amical avec Big. Charlotte ne comprend pas que Trey ne veuille faire l'amour que dans des endroits où ils peuvent être surpris. Miranda fréquente un homme qui ne craint pas de faire ses besoins devant elle. Samantha rencontre Maria, une femme par laquelle elle est attirée. |    |                                                             |                      |                                 |                         |               |
| 52 | 4  | L'extase des sens What's Sex Got to Do with It?             | Allen Coulter        | Nicole Avril                    | 17 juin 2001            | 404           |
| Carrie fréquente toujours Ray King, le musicien, mais découvre qu'il a un problème de TDAH. Charlotte est confrontée à la frénésie sexuelle de Trey. Miranda remplace le sexe par le chocolat. Samantha révèle aux filles sa relation avec Maria. |    |                                                             |                      |                                 |                         |               |
| 53 | 5  | Esprit es-tu là ? Ghost Town                                | Michael Spiller      | Allan Heinberg                  | 24 juin 2001            | 405           |
| Carrie est invitée à l'ouverture du bar de Steve et Aidan. Charlotte, de nouveau avec Trey, s'oppose à la mère de celui-ci, Bunny, au moment de redécorer leur appartement. Miranda pense qu'il y a un fantôme dans son appartement. Maria découvre les nombreuses aventures passées de Samantha.                                                     |    |                                                             |                      |                                 |                         |               |
| 54 | 6  | Cœur brisé Baby, Talk Is Cheap                              | Michael Spiller      | Cindy Chupack                   | 1er juillet 2001        | 406           |
| Carrie réalise qu'elle veut renouer avec Aidan. Charlotte et Trey décident d'avoir un enfant. Miranda rencontre un homme, avec des pratiques sexuelles inédites pour elle. Samantha utilise de faux tétons et attire un homme qui parle comme un bébé au lit.                                                                                         |    |                                                             |                      |                                 |                         |               |
| 55 | 7  | Crimes et châtiments Time and Punishment                    | Michael Engler       | Jessica Bendinger               | 8 juillet 2001          | 407           |
| Carrie est appelée par Big alors qu'elle fait l'amour avec Aidan. Charlotte arrête de travailler pour se concentrer sur son rôle d'épouse et de mère. Miranda se brise le cou après une dispute avec Charlotte. L'amant de Samantha lui demande de s'épiler.                                                                                          |    |                                                             |                      |                                 |                         |               |
| 56 | 8  | La panne My Motherboard, My Self                            | Michael Engler       | Julie Rottenberg Elisa Zuritsky | 15 juillet 2001         | 408           |
| L'ordinateur de Carrie est en panne, elle repousse Aidan qui veut l'aider. Charlotte devient la Martha Stewart des funérailles. La mère de Miranda décède, mais à son enterrement, sa famille semble davantage bouleversé par son célibat. Samantha perd ses orgasmes.                                                                                |    |                                                             |                      |                                 |                         |               |
| 57 | 9  | L'art du compromis Sex and the Country                      | Michael Spiller      | Allan Heinberg                  | 22 juillet 2001         | 409           |
| Aidan emmène Carrie à Suffern, dans sa maison de campagne. Charlotte se rend dans celle des MacDougal, dans le Connecticut. Miranda apprend que Steve à un cancer du testicule. Samantha en a assez que ses rendez-vous lui demandent ce qu'elle fait le week-end prochain.                                                                           |    |                                                             |                      |                                 |                         |               |
| 58 | 10 | Les boules ! Belles of the Balls                            | Michael Spiller      | Michael Patrick King            | 29 juillet 2001         | 410           |
| Carrie invite Big à la maison d'Aidan pour parler. Charlotte tente de parler avec Trey de leur problème d'infertilité. Miranda couche Steve après qu'il a perdu un testicule. Samantha veut gérer les relations publiques de l'hôtelier Richard Wright.                                                                                               |    |                                                             |                      |                                 |                         |               |
| 59 | 11 | Incertitudes Coulda, Woulda, Shoulda                        | David Frankel        | Jenny Bicks (en)                | 5 août 2001             | 411           |
| Carrie ne veut pas révéler à Aidan qu'elle a avorté à 22 ans. Charlotte découvre qu'elle n'a que peu de chances de tomber enceinte naturellement. Miranda apprend qu'elle est enceinte de Steve. Samantha obtient Lucy Liu comme cliente et essaie d'en tirer avantage.                                                                               |    |                                                             |                      |                                 |                         |               |
| 60 | 12 | Le bon moment, le bon garçon, la bonne réponse Just Say Yes | David Frankel        | Cindy Chupack                   | 12 août 2001            | 412           |
| Carrie trouve une bague de fiançailles dans les affaires d'Aidan. Charlotte parle d'adoption avec Trey, mais Bunny ne veut pas de petit-enfant asiatique. Miranda annonce sa grossesse à Steve. Samantha commence une relation avec son patron, Richard Wright.                                                                                       |    |                                                             |                      |                                 |                         |               |
| 61 | 13 | Les envahisseurs The Good Fight                             | Charles McDougall    | Michael Patrick King            | 6 janvier 2002          | 413           |
| Carrie et Aidan se disputent à propos du désordre dans l'appartement, après qu'Aidan a emménagé. Trey offre un bébé en carton à Charlotte, pour plaisanter. Miranda va a des rendez-vous alors qu'elle est enceinte. Samantha cède au romantisme de Richard.                                                                                          |    |                                                             |                      |                                 |                         |               |
| 62 | 14 | Homo Erectus All That Glitters                              | Charles McDougall    | Cindy Chupack                   | 13 janvier 2002         | 414           |
| Carrie s'échappe de chez elle pour sortir avec un ami gay. Charlotte et Trey se séparent. Miranda révèle accidentellement l'homosexualité d'un collège alors que tout le bureau parle sur sa grossesse. Samantha dit à Richard qu'elle l'aime, sous ecstasy.                                                                                          |    |                                                             |                      |                                 |                         |               |
| 63 | 15 | Au bord de la crise de nerfs Change of a Dress              | Alan Taylor          | Julie Rottenberg Elisa Zuritsky | 20 janvier 2002         | 415           |
| Carrie panique à l'idée d'épouser Aidan. Charlotte prend des cours de claquettes. Miranda feint l'excitation quand elle apprend le sexe de son enfant. Samantha découvre que Richard voit une autre femme. |    |                                                             |                      |                                 |                         |               |
| 64 | 16 | Un petit chez soi Ring a Ding Ding                          | Alan Taylor          | Amy B. Harris                   | 27 janvier 2002         | 416           |
| Carrie doit acheter la partie de l'appartement à Aidan ou déménager. Charlotte ne sait que faire de son alliance. Miranda doit refaire sa garde-robe en raison de sa prise de poids. Samantha voudrait que Richard lui dise qu'il l'aime. |    |                                                             |                      |                                 |                         |               |
| 65 | 17 | Nouveau départ A 'Vogue' Idea                               | Martha Coolidge      | Allan Heinberg                  | 3 février 2002          | 417           |
| Carrie commence à travailler chez Vogue et y un rencontre un éditeur acerbe. Charlotte organise une fête prénatale pour Miranda, mais celle-ci en a marre que Charlotte fasse tout à sa manière. Richard demande à Samantha une partie à trois pour son anniversaire.                                                                                 |    |                                                             |                      |                                 |                         |               |
| 66 | 18 | Toi, moi, New York I Heart NY                               | Martha Coolidge      | Michael Patrick King            | 10 février 2002         | 418           |
| Carrie est choquée d'apprendre que Big part à l'autre bout du pays, à Napa. Charlotte fréquente un homme lui aussi récemment divorcé. Miranda se prépare à l'arrivée du bébé. Samantha suspecte Richard de la tromper. |    |                                                             |                      |                                 |                         |               |

## Saison 5 (2002)
La saison ne dure que huit épisodes à cause de la grossesse de Sarah Jessica Parker.
| № | # | Titre                                                | Réalisation          | Scénario                           | Première diffusion (ÉU) | Code de prod. |
| --- | - | ---------------------------------------------------- | -------------------- | ---------------------------------- | ----------------------- | ------------- |
| 67 | 1 | Larguez les amarres ! Anchors Away                   | Charles McDougall    | Michael Patrick King               | 21 juillet 2002         | 501           |
| Carrie réalise que sa relation avec New York fonctionne aussi mal que sa relation avec les hommes. Charlotte décide qu'elle a besoin de prendre ses distances avec son ancienne vie de « Mme MacDougal ». Miranda essaie d'adapter sa nouvelle vie avec son bébé, Brady Hobbes. Samantha reçoit des appels de Richard la suppliant lui pardonner. |   |                                                      |                      |                                    |                         |               |
| Cet épisode — le premier tourné après les attentats du 11 septembre 2001 — se base sur la tradition New Yorkaise de la Fleet Week, quand la Navy est à quai dans la ville la dernière semaine de mai. Cette référence, ainsi que les métaphores sur la relation de Carrie avec la ville, était une manière de « mentionner subtilement les évémenements [du 11 septembre] », selon le show runner Michael Patrick King.                               |   |                                                      |                      |                                    |                         |               |
| 68 | 2 | L'éternelle optimiste Unoriginal Sin                 | Charles McDougall    | Cindy Chupack                      | 28 juillet 2002         | 502           |
| Carrie reçoit une offre d'un éditeur qui veut faire de ses chroniques un livre. Charlotte se rend à un séminaire de développement personnel pour trouver l'amour à nouveau. Miranda est d'accord pour que Brady soit baptisé et choisit Carrie comme marraine. Samantha retourne avec Richard, malgré les conseils des filles. |   |                                                      |                      |                                    |                         |               |
| 69 | 3 | C'est quoi ce bordel Luck Be an Old Lady             | John David Coles     | Julie Rottenberg Elisa Zuritsky    | 4 août 2002             | 503           |
| Carrie essaie désespérément que tout le monde soit présent pour le « trente et des[réf. nécessaire] » anniversaire de Charlotte. Charlotte ne veut pas avoir 36 ans car elle sent qu'elle vieillit. Miranda va à Atlantic City avec les filles, se sentant complexée par son poids. Samantha devient paranoïaque et pense que Richard la trompe avec tout le personnel féminin de l'hôtel.                                                            |   |                                                      |                      |                                    |                         |               |
| 70 | 4 | Deux poids, deux mesures Cover Girl                  | John David Coles     | Judy Toll Michael Patrick King     | 11 août 2002            | 504           |
| Carrie travaille avec Samantha la publicitaire pour essayer d'obtenir le meilleur look pour la couverture de son livre. Charlotte commence à lire des livres de développement personnel. Miranda va chez Weight Watchers pour perdre le poids dû à sa grossesse. Samantha est vexée parce qu'elle pense que ses amies jugent sa vie sexuelle. |   |                                                      |                      |                                    |                         |               |
| 71 | 5 | La soirée de ma vie Plus One is the Loneliest Number | Michael Patrick King | Cindy Chupack                      | 18 août 2002            | 505           |
| Carrie invite Jack Berger (Ron Livingston) à la soirée organisée pour la sortie de son livre, qui s'avère être un grand événement. Charlotte tient tête à Bunny MacDougal. La vie de célibataire et Miranda et sa vie avec Brady entrent en conflit. Samantha se fait un peeling qui tourne mal. |   |                                                      |                      |                                    |                         |               |
| 72 | 6 | Critiques obsessionnelles Critical Condition         | Michael Patrick King | Alexa Junge                        | 25 août 2002            | 506           |
| Carrie doit affronter son passé avec Aidan lorsqu'elle rencontre par hasard Nina Katz (Nadia Dajani) qui est sortie avec lui après leur rupture. Charlotte choisit un avocat coriace pour se battre contre Bunny pour conserver son appartement. Miranda n'a personne vers qui se tourner lorsqu'elle a besoin d'aide pour prendre soin de Brady. Samantha tente de rendre son vibromasseur qui ne fonctionne plus, puis passe du temps avec Miranda. |   |                                                      |                      |                                    |                         |               |
| 73 | 7 | Les nouvelles célibataires The Big Journey           | Michael Engler       | Michael Patrick King               | 1er septembre 2002      | 507           |
| Carrie va en Californie pour promouvoir son livre et rendre visite à Big. Charlotte couche avec l'avocat de son divorce, Harry Goldenblatt (Evan Handler), qu'elle ne trouve pourtant pas attirant. Samantha accompagne Carrie en Californie, cherchant à s'amuser. |   |                                                      |                      |                                    |                         |               |
| 74 | 8 | Zsa Zsa Zsu I Love a Charade                         | Michael Engler       | Cindy Chupack Michael Patrick King | 8 septembre 2002        | 508           |
| Les filles assistent dans les Hamptons au mariage d'une mondaine âgée et d'un chanteur lounge (Nathan Lane), qu'elles pensaient homosexuel. Carrie tombe à nouveau sur Jack Berger. Charlotte rend publique sa relation avec Harry. Miranda se sent plus à l'aise avec son enfant et son rôle de mère. Samantha fait une grande fête dans la maison des Hamptons de Richard.                                                                          |   |                                                      |                      |                                    |                         |               |

## Saison 6 (2003-2004)
| № | #  | Titre                                                                    | Réalisation          | Scénario                        | Première diffusion (ÉU) | Code de prod. |
| --- | -- | ------------------------------------------------------------------------ | -------------------- | ------------------------------- | ----------------------- | ------------- |
| 75 | 1  | Des lits d'initiés To Market, to Market                                  | Michael Patrick King | Michael Patrick King            | 22 juin 2003            | 601           |
| Alors qu'elle attend nerveusement son premier rendez-vous avec Berger, Carrie rencontre Aidan pour la première fois depuis leur rupture et est surprise de voir à quel point il est passé à autre chose. Charlotte se bat contre l'idée d'Harry qu'il ne peut se marier qu'à une juive. Miranda se rend compte qu'elle aime Steve en apprenant qu'il a une nouvelle petite-amie. Samantha couche avec un agent de change qui lui donne des conseils boursiers pendant leurs rapports sexuels.                                          |    |                                                                          |                      |                                 |                         |               |
| 76 | 2  | Sextraordinaire Great Sexpectations                                      | Michael Patrick King | Cindy Chupack                   | 29 juin 2003            | 602           |
| Les rendez-vous de Carrie et Berger étaient très bien dans les restaurants mais s'essoufflent dans la chambre. Charlotte, tenace, décide de se convertir au judaïsme pour Harry. Miranda devient accro à une série britannique parlant d'une romance interraciale. Samantha et les filles se rendent dans un restaurant ne servant que de la nourriture froide où Samatha rencontre le serveur sexy Jerry Jerrod (Jason Lewis). |    |                                                                          |                      |                                 |                         |               |
| 77 | 3  | La confusion des temps The Perfect Present                               | David Frankel        | Jenny Bicks (en)                | 6 juillet 2003          | 603           |
| Après que Berger a perdu son sang froid sur le répondeur de son ex-petite-amie, Carrie essaie de ne pas penser à l'influence de celle-ci sur la vie de Berger. Charlotte, nouvellement convertie, pleure la perte de Noël. Miranda trouve des préservatifs dans le sac à couches de Brady et est contrarié par Steve. Un rapport sexuel rapide sur son lieu de travail avec Samantha fait perdre à Jerry son emploi dans la restauration.                                                                                              |    |                                                                          |                      |                                 |                         |               |
| 78 | 4  | Les fantasmes de Samantha Pick-A-Little, Talk-A-Little                   | David Frankel        | Julie Rottenberg Elisa Zuritsky | 13 juillet 2003         | 604           |
| Carrie se sent mal d'avoir critiqué un point mineur dans le livre de Berger. Charlotte cuisine son premier repas de Chabbat pour Harry. Quand Berger apprend à Miranda comment décrypter le fait qu'un homme ne soit « not that into you », elle sent le besoin de passer le mot aux autres femmes. Samatha et Jerry tentent de réaliser tous leurs fantasmes sexuels. |    |                                                                          |                      |                                 |                         |               |
| 79 | 5  | La nudité vue d'en face Lights, Camera, Relationship!                    | Michael Engler       | Michael Patrick King            | 20 juillet 2003         | 605           |
| Carrie reçoit un gros chèque de royalties des ventes de son livre, ce qui vexe Berger, la distribution de son livre ayant été annulée. Charlotte est réticente à sortir après qu'Harry l'a quittée. Miranda, amoureuse, aide Steve à cuisiner des cupcakes pour sa nouvelle petite-amie. Samantha prend en charge les relations publiques de la pièce de Jerry, qui a du mal à fonctionner, et dans laquelle il réalise une performance nue.                                                                                           |    |                                                                          |                      |                                 |                         |               |
| 80 | 6  | Une star est née Hop, Skip, and a Week                                   | Michael Engler       | Amy B. Harris                   | 27 juillet 2003         | 606           |
| Berger dit à Carrie qu'il a besoin de faire une pause dans leur relation. Des femmes de la synagogue se battent pour que Charlotte sorte avec leurs fils célibataire, mais quand elle rencontre Harry à une soirée pour célibataires, ils réalisent qu'ils sont faits l'un pour l'autre. Miranda, accro au travail, doit moins travailler pour passer plus de temps avec Brady. Samantha change le prénom de Jerry en Smith et lui donne une grande exposition médiatique avec des panneaux publicitaires suggestifs sur Times Square. |    |                                                                          |                      |                                 |                         |               |
| 81 | 7  | Ne me déteste pas The Post-It Always Sticks Twice                        | Alan Taylor          | Liz Tuccillo                    | 3 août 2003             | 607           |
| Berger revient, mais il décide finalement de rompre avec Carrie, par le biais d'un post-it. Charlotte décide qu'elle souhaite un petit mariage. Miranda perd enfin le poids dû à sa grossesse et redécouvre les jeans moulants. Samatha est réticente à l'idée que Smith la présente comme sa petite-amie. |    |                                                                          |                      |                                 |                         |               |
| 82 | 8  | Le mariage de ma meilleure amie II The Catch                             | Alan Taylor          | Cindy Chupack                   | 10 août 2003            | 608           |
| Carrie trouve qu'une brève liaison avec le témoin d'Harry est pénible. Charlotte pense que son mariage est maudit après qu'Harry l'a vue dans sa robe de mariée la veille du mariage. Miranda est effrayée à l'idée de rencontrer la nouvelle petite-amie de Steve. L'indépendante Samantha éprouve des difficultés sans homme autour d'elle. |    |                                                                          |                      |                                 |                         |               |
| 83 | 9  | Jamais sans mes chaussures A Woman's Right to Shoes                      | Tim Van Patten       | Jenny Bicks (en)                | 17 août 2003            | 609           |
| Les chaussures de Carrie sont volées lors d'une soirée entre amis ; l'hôte (Tatum O'Neal) refuse de s'excuser et critique Carrie pour ses chaussures extravagantes et ses choix de vie. Charlotte doit s'adapter à la vie avec Harry (et ses sachets de thé) dans son appartement immaculé. Miranda attrape la varicelle et flirte avec le beau docteur afro-américain (Blair Underwood) qui vient d'emménager dans son immeuble. Samantha est énervée par le mauvais comportement des enfants dans les bons restaurants.              |    |                                                                          |                      |                                 |                         |               |
| 84 | 10 | À la folie ! Boy, Interrupted                                            | Tim Van Patten       | Cindy Chupack                   | 24 août 2003            | 610           |
| Le petit-ami du lycée de Carrie (David Duchovny) lui rend visite à New York, sur la route de son asile psychiatrique dans le Connecticut. Miranda craque pour son voisin Robert, le docteur des Knicks. Pour pouvoir rentrer dans une piscine privée du Soho House, Samatha prétend être membre et britannique. |    |                                                                          |                      |                                 |                         |               |
| 85 | 11 | Geste obscène The Domino Effect                                          | David Frankel        | Julie Rottenberg Elisa Zuritsky | 7 septembre 2003        | 611           |
| Carrie est bouleversée quand elle apprend que Big a besoin d'une opération du cœur. Charlotte, qui veut avoir un enfant, essaie l'acuponcture pour tomber enceinte. Miranda se rapproche de son nouveau petit-ami Robert, mais est réticente à l'idée de le présenter à Steve. Samatha refuse de tenir la main de Smith en public. |    |                                                                          |                      |                                 |                         |               |
| 86 | 12 | Bozo la touffe One                                                       | David Frankel        | Michael Patrick King            | 14 septembre 2013       | 612           |
| Carrie rencontre un artiste russe d'une cinquantaine d'années, Aleksandr Petrovsky (Mikhaïl Barychnikov), dans une galerie d'art. Charlotte est enchantée de découvrir qu'elle est enceinte, mais est dévastée après une fausse couche. Robert dit « je t'aime » à Miranda qui ne peut pas lui dire en retour. Après avoir trouvé un poil gris, Samantha teint ses poils pubiens, pour un résultat troublant. |    |                                                                          |                      |                                 |                         |               |
| 87 | 13 | Les maris, les femmes, les amants Let There Be Light                     | Michael Patrick King | Michael Patrick King            | 4 janvier 2004          | 613           |
| Carrie s'attache à Aleksandr mais ne peut ignorer son passé de coureur de jupons. Charlotte essaie d'oublier sa fausse couche en faisant du volontariat. De nouveau ensemble, Steve déménage dans l'appartement de Miranda et trouve difficile d'éviter Robert, son ex-petit-ami en colère. Samantha accompagne Smith à une soirée organisée par Richard Wright. |    |                                                                          |                      |                                 |                         |               |
| 88 | 14 | Le mariage de ma meilleure amie III The Ick Factor                       | Wendey Stanzler      | Julie Rottenberg Elisa Zuritsky | 11 janvier 2004         | 614           |
| Carrie trouve les attentions « vieux jeu » d'Aleksandr un peu étouffant[réf. nécessaire]. Le dîner romantique français de Charlotte et Harry les conduit à passer une nuit avec la diarrhée. Miranda son mariage non-traditionnel avec Steve. Samatha pense à une augmentation mammaire et reçoit des nouvelles inattendues. |    |                                                                          |                      |                                 |                         |               |
| 89 | 15 | Baby or not baby... Catch-38                                             | Michael Engler       | Cindy Chupack                   | 18 janvier 2004         | 615           |
| Carrie découvre qu'Aleksandr ne souhaite plus avoir d'enfant. Le bébé Brady surprend Charlotte et Harry faisant l'amour. Miranda et Steve partent en lune de miel dans un hôtel perdu du nord de l'État de New York. Samatha se sert de la célébrité de Smith pour obtenir un rendez-vous chez une oncologue renommée. |    |                                                                          |                      |                                 |                         |               |
| 90 | 16 | Boule à zéro Out of the Frying Pan                                       | Michael Engler       | Jenny Bicks (en)                | 25 janvier 2004         | 616           |
| Carrie est vexée par le manque d'égard d'Aleksandr pour ses sentiments à propos du cancer de Samantha. Charlotte adopte un chien et le nomme Elizabeth Taylor. Comme sa nouvelle famille devient trop grande, Miranda pense à acheter une maison à Brooklyn. |    |                                                                          |                      |                                 |                         |               |
| 91 | 17 | Sexe, rumeurs et vidéo ! The Cold War                                    | Julian Farino        | Aury Wallington                 | 1er février 2004        | 617           |
| Aleksandr refuse de parler de son travail ou de présenter Carrie à ses amis. Charlotte décide de présenter Elizabeth Taylor à un concours canin. Miranda s'adapte à la vie à Brooklyn. Smith se fait prendre en photo avec les amis gays de Carrie et la presse à scandales s'interroge sur son orientation sexuelle : Samantha décide alors de faire une sextape. |    |                                                                          |                      |                                 |                         |               |
| 92 | 18 | La fin d'une époque Splat!                                               | Julian Farino        | Jenny Bicks (en) Cindy Chupack  | 8 février 2004          | 618           |
| Aleksandr organise une soirée pour introduire Carrie dans son cercle d'amis et fait une annonce surprenante. Plus tard, la mort d'un vieil ami de soirée aide Carrie à prendre une grande décision. |    |                                                                          |                      |                                 |                         |               |
| 93 | 19 | Une Américaine à Paris - 1re partie An American Girl in Paris (Part Une) | Tim Van Patten       | Michael Patrick King            | 15 février 2004         | 619           |
| Avant de rejoindre Aleksandr à Paris, Carrie partage un dernier repas avec Charlotte, Miranda et Samantha. Cependant, la ville des lumières n'est pas à la hauteur de ses attentes. Après s'être fait disputé par Carrie avant un dîner, Big demande des conseils aux filles ; elles lui recommandent d'aller à Paris et de la retrouver. |    |                                                                          |                      |                                 |                         |               |
| 94 | 20 | Une Américaine à Paris - 2e partie An American Girl in Paris (Part Deux) | Tim Van Patten       | Michael Patrick King            | 22 février 2004         | 620           |
| Carrie se sent désespérément seule à Paris pendant qu'Aleksandr passe la plupart de son temps sur sa nouvelle exposition. Charlotte et Harry essaient d'adopter un enfant. Miranda doit prendre soin de la mère de Steve après un AVC. La chimiothérapie tue l'appétit sexuel de Samantha. Big retrouve Carrie à Paris et lui dit les mots qu'elle attend depuis six ans. |    |                                                                          |                      |                                 |                         |               |